# أوما سوبرامانيام
أوما سوبرامانيام هي ضابطة في بنك الاحتياطي الهندي، تورطت في اغرب عملية احتيال مصرفي في الهند بسرقة 20 روبية في ديسمبر 2003 من قبل متصل مخادع يدعي أنه حاكم RBI مايسمى آنذاك YV Reddy . على الرغم من أن المبلغ المعني كان صغيرا، إلا أن طريقة عمل الاحتيال وتداعياته اللاحقة لا مثيل لها في تاريخ النظام المصرفي والمالي الهندي.

## مهنية عالية
خلال حياتها المهنية الطويلة في البنك الاحتياطي، عملت سوبرامانيام كمدير إقليمي لبنك RBI بوبال، والمدير العام للأقسام الهامة للإشراف المصرفي (DBS) والإشراف غير المصرفي (DNBS) في مومباي.
كما تفوقت كأكاديمية في مجال البنوك والتمويل، بعد أن ارتدت كرسي مدير كلية موظفي البنك الاحتياطي ، تشيناي ونائب مدير كلية تدريب المصرفيين في مومباي. تحظى باحترام واسع النطاق لعلمها في مجال التنظيم المالي.
طوال حياتها المهنية، كانت تتمتع بسمعة كونها ضابطة صادقة ومستقيمة، لم تتنازل أبدًا مع مبادئ الأخلاق. يُزعم أنها تأطرت في عملية احتيال من قبل زملاء عديمي الضمير الذين أصيبوا بالضيق في صرامة في مكان العمل.

## الفضيحة
في 18 ديسمبر 2003، هز بنك الاحتياطي الهندي واحد من أكثر عمليات الاحتيال المثيرة في تاريخه، عندما تلقت أوما سوبرامانيام، المدير الإقليمي آنذاك لبوبال، مكالمة من شخص يدعي أنه أحد أقارب الحاكم د. YV Reddy ، الذي «كان بحاجة ماسة إلى 20 روبية نقدًا». دون التحقق من هوية المتصل، قامت أوما سوبرامانيام بترتيب الأموال من خلال مطالبة موظفيها بسحب أموالهم على الفور. سوبرامانيام نفسها ذهبت في عربة أوتوماتيكية وسلمت النقود إلى شخص غير معروف، الذي غادر بهدوء. في وقت لاحق تم اكتشاف أن «قريب الحاكم» كان محتالاً. ومع ذلك، لم يتم الكشف عن هوية المنتحل، ولا تزال الحالة غامضة.

## الجدل اللاحق
تم اتهام سوبرامانيام بعد تحقيق إداري وتم تخفيض رتبتها من CGM إلى GM بسبب إهمالها الجسيم للواجب. ولكن تم إعادة الثقة اليها فيما بعد ولم تتم إعادتها إلى وضعها السابق فحسب، بل أعطت أيضًا محافظًا مهمة مثل الإشراف والتنظيم على البنوك التجارية و NBFCs .
 تم إحياء مسيرتها المهنية من قبل نائب محافظ RBI Shyamala Gopinath وتم ترقيتها في عام 2007. على الرغم من أنها كانت قد تورطت ذات مرة في عمل من المخالفات المالية، فقد تم الآن تكليفها بمراقبة الاحتيال في NBFCs ، وهي منطقة أثبتت كفاءتها فيها.